# Thermo Morles
Thermo Morles est l'une des trois divisions territoriales et statistiques dont l'une des deux paroisses civiles de la municipalité de San Rafael de Onoto dans l'État de Portuguesa au Venezuela. Sa capitale est El Algarrobito.